# الکساندر مدودیف
الکساندر مدودیف (اوکراینی: Олександр Валерійович Медведєв؛ زادهٔ ۷ ژوئیهٔ ۱۹۹۴) بازیکن فوتبال اهل اوکراین است.